# Quatre Wang
Les Quatre Wang étaient quatre peintres chinois du XVIIe siècle, à la fin de la dynastie Ming (1368-1644) et au début de la dynastie Qing (1644-1912). Ils partageaient le même patronyme, Wang. Il s'agit de Wang Shimin (1592-1680), Wang Yuanqi (1642-1715), Wang Hui (1632-1717) et Wang Jian (1607-1677). Même si de nombreux autres peintres chinois portaient ce nom, les Quatre Wang vivaient à la même époque, se connaissaient et avaient des styles très proches. Wang Shimin était le grand-père de Wang Yuanqi et faisait partie du même clan que Wang Jian, qui lui présenta Wang Hui, dont il fut le professeur.
Ils font partie de l'école orthodoxe du paysage, qui préfère pratiquer la peinture de paysages en s'inspirant d'œuvres de peintres passés reconnus, plutôt que d'après nature.
Parmi les artistes ayant exercé une influence sur eux, on trouve en particulier Dong Qichang (1555-1636), Huang Gongwang (1269-1354) et Wang Meng.

## Œuvres

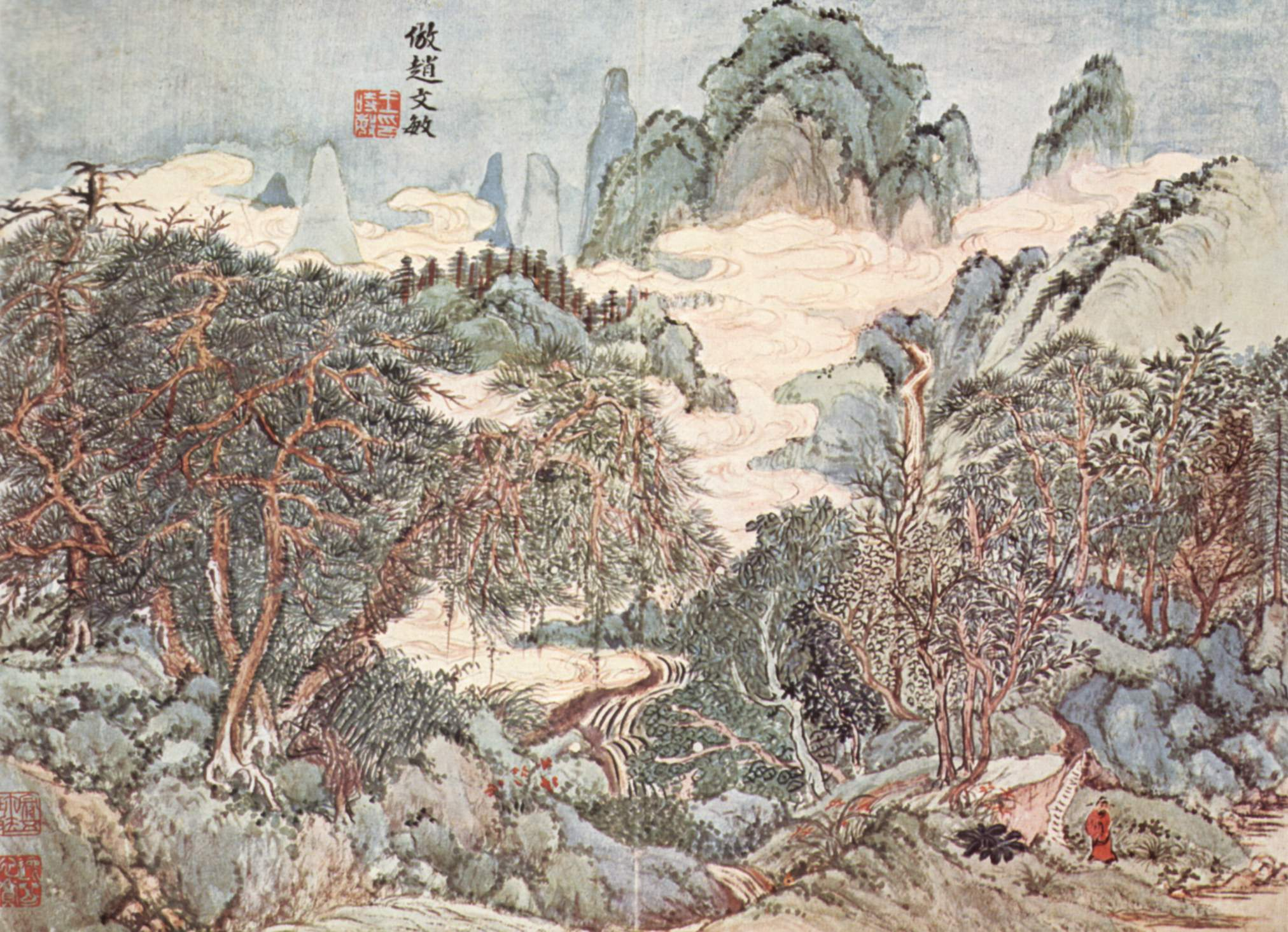
Wang Shimin, 1670. Paysage à la manière de Zhao Mengfu. Couleurs et encre sur papier, H. 27 cm. Collection particulière
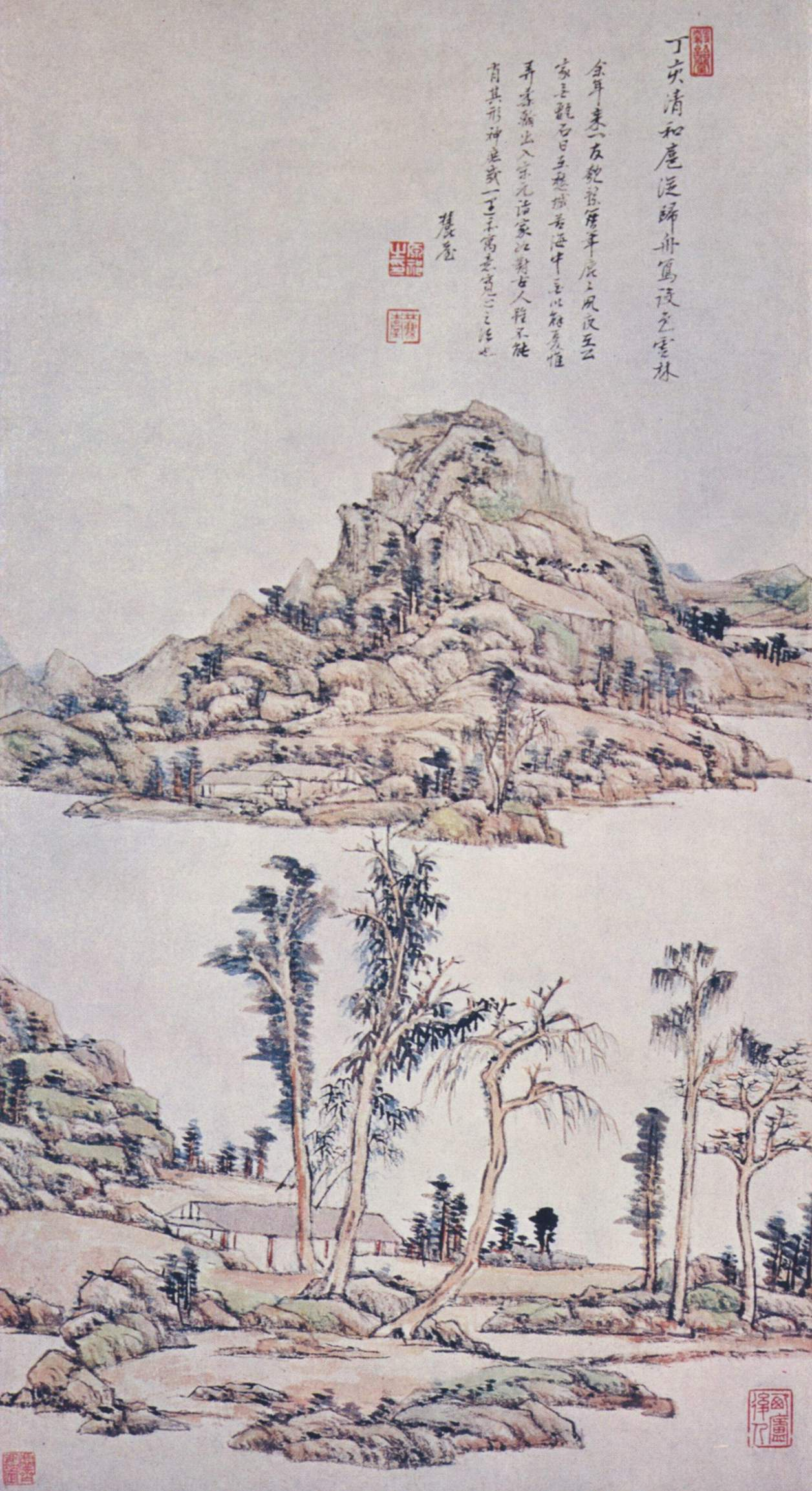
Wang Yuanqi, 1700. Paysage fluvial à la manière de Ni Zan. Couleurs et encre sur papier, H. 80 cm. Cleveland Museum of Art
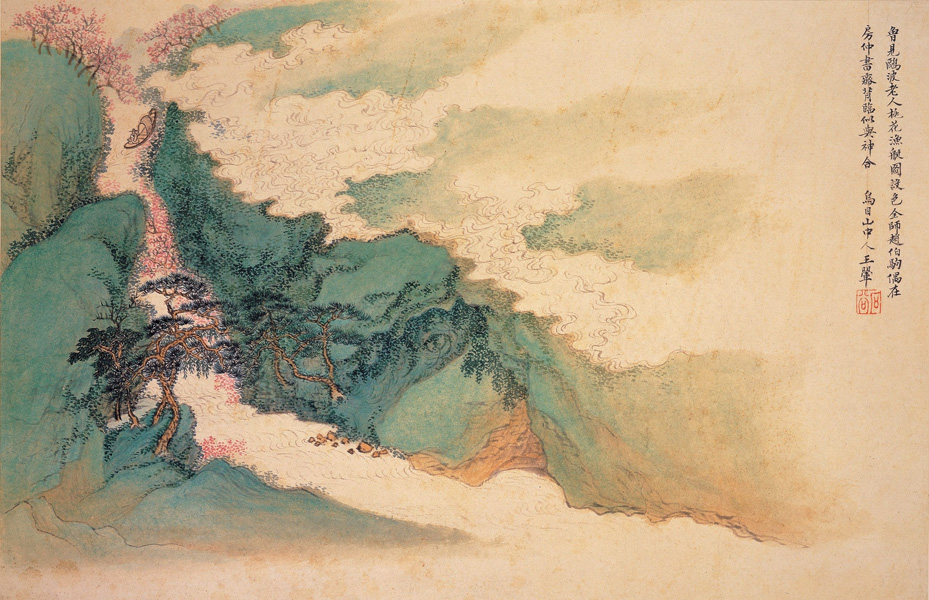
Wang Hui. Floraison des pêchers. Bateau de pêcheur. Feuille d'album, encre et couleurs sur papier, 28,5 x 43 cm. Musée national du Palais, Taipei
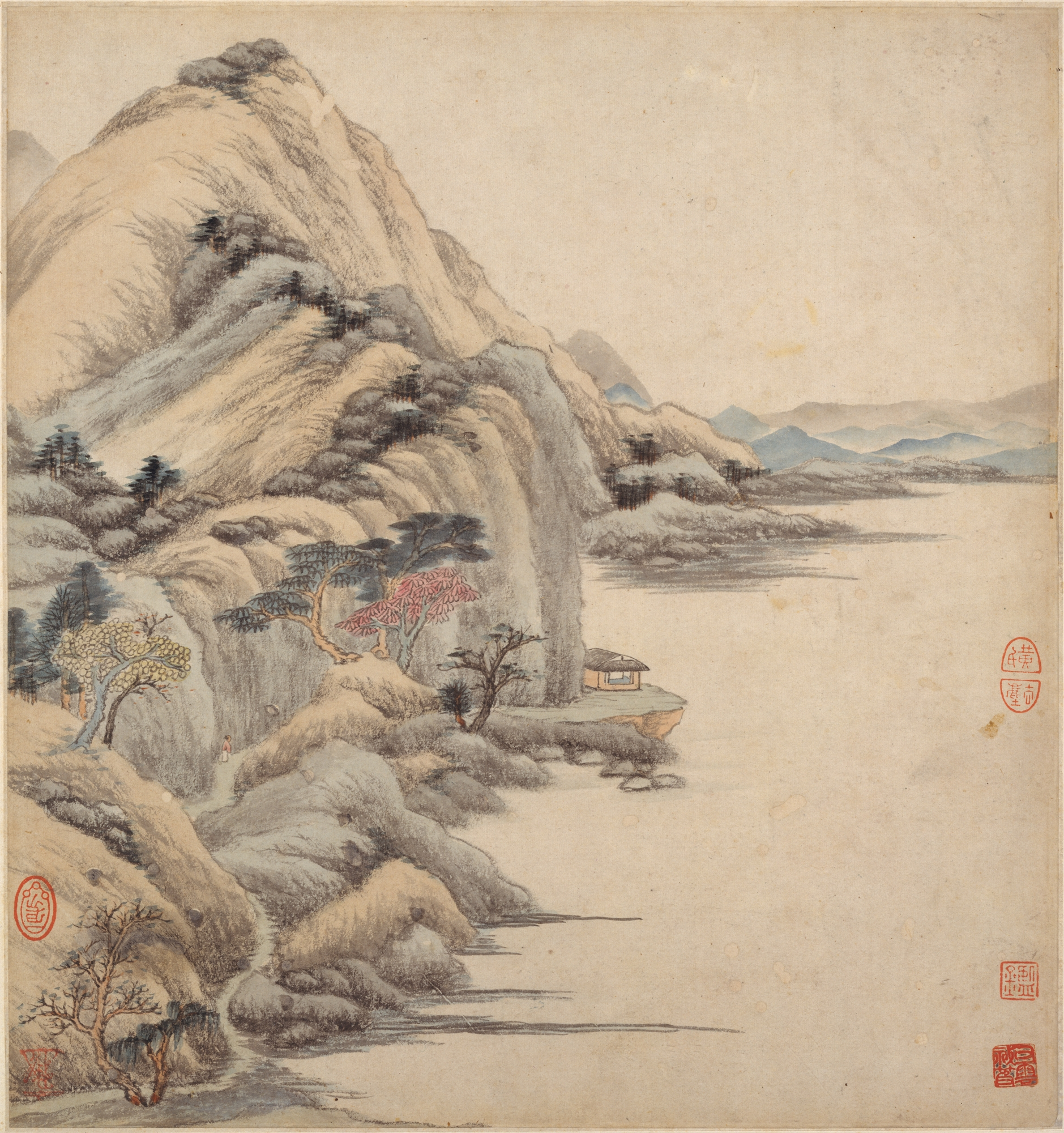
Wang Jian, 17e s. Feuille d'un album de 18 feuilles. Paysages dans les styles des anciens maîtres. Encre et couleurs sur papier, H 30 cm. Met, NY